# Xã South St. Francis, Quận Clay, Arkansas
Xã South St. Francis (tiếng Anh: South St. Francis Township) là một xã thuộc quận Clay, tiểu bang Arkansas, Hoa Kỳ. Năm 2010, dân số của xã này là 1.720 người.